# Рюэль, Шарль Эмиль
Шарль Эмиль Рюэль (фр. Charles-Émile Ruelle; 24 октября 1833, Париж — 15 октября 1912, Париж) — французский филолог-классик, историк музыки, библиотекарь, переводчик.
Сын Клода Шарля Рюэля (1810—1879), профессора Лицея Святого Людовика в Париже. Работал секретарём у математика и исследователя античной ритмики Александра Венсана (1856). С 1877 года библиотекарь в Библиотеке Святой Женевьевы, с 1888 года хранитель, в 1898—1906 гг. директор.
Перевёл на французский язык сочинения Аристоксена, Никомаха, Алипия, Дамаския, Гауденция, Бакхия — прежде всего, связанные с античными представлениями о музыке и ритмике, а также «Поэтику» и «Риторику» Аристотеля (1883), за переводы Аристотеля удостоен Премии Ланглуа.
Кавалер Ордена Почётного легиона (1893).